# Schackpjäs

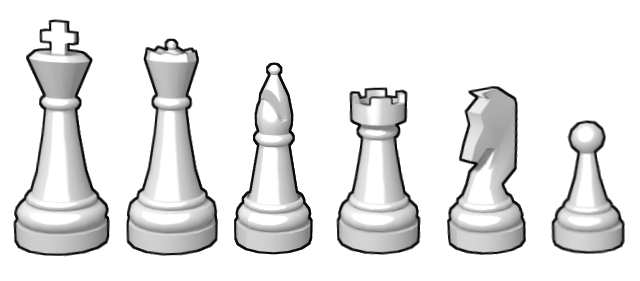
Schackpjäser. Från vänster: Kung, dam (drottning), löpare, torn, springare (häst) och bonde

En schackpjäs är en spelpjäs som används i brädspelet schack.
Vid början av schackparti finns 32 schackpjäser utplacerade på schackbrädets 64 rutor. Det finns sex olika slags schackpjäser: bönder, torn, springare, löpare, damer och kungar.
Enligt en vanlig terminologi delas pjäserna upp i bönder, lätta pjäser (springare och löpare), tunga pjäser (torn och dam) samt kung. Det är vanligt att bönderna inte räknas som pjäser, utan endast de övriga fem. De olika pjäserna följer olika regler för hur de får flyttas runt på brädet.